# Buchinha
A buchinha (Luffa operculata) é uma planta cucurbitácea originária da América do Sul e nativa do Brasil. Sua aparência é semelhante a da bucha de banho, mas apresenta um tamanho menor (cerca de 8 cm). Os frutos da buchinha apresentam esteróides semelhantes aos hormônios femininos e seu uso pode causar aborto. Tem causado vários casos graves de intoxicação, inclusive alguns levando ao coma ou até à morte foram registrados em virtude do uso indiscriminado do chá da planta como abortivo. Os sintomas após a ingestão do chá são caracterizados por intensas dores abdominais e hemorragias.

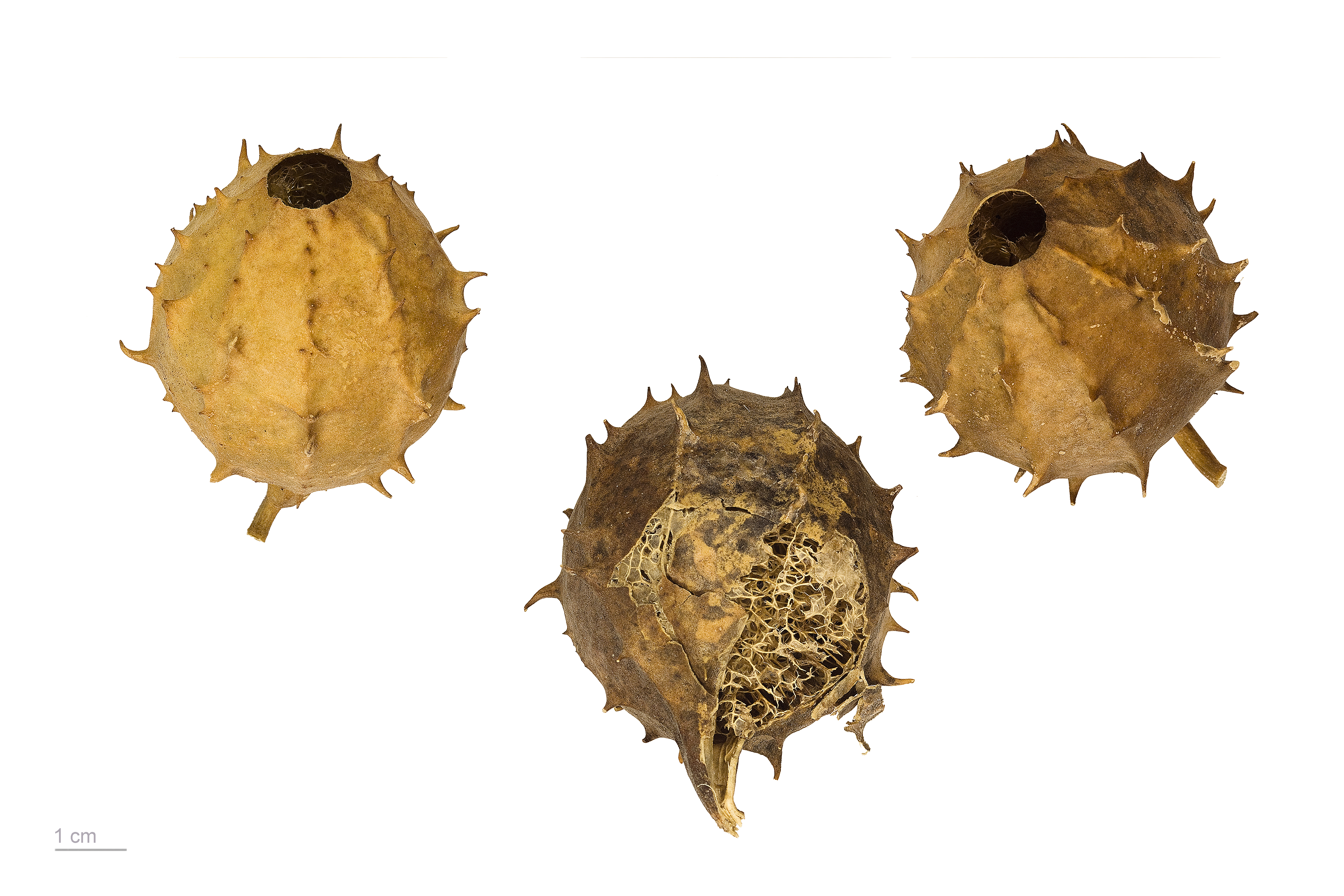
Luffa operculata - MHNT

Na medicina popular, essa planta também tem sido utilizada no tratamento da sinusite através da aspiração do infuso do fruto. Por ser altamente tóxica, seu uso tem acarretado sérias hemorragias nasais em vários pacientes por falta de conhecimento do manuseio.

## Nomes comuns
Cabacinha, buchinha, buchinha-do-norte, bucha-dos-paulistas, purga-de-joão-pais, abobrinha-do-norte, abobrinha-do-mato, bucha-dos-caçador, purga-de-bicho, purga-de-bucha, purga-de-falope, endoço, burcha-dos-pescador, purga-dos-paulistas, bucha-do-norte, capa-de-bode e buchinha-do-nordeste.